# Euryscopa cingulata
Euryscopa cingulata es una especie de insecto coleóptero de la familia Chrysomelidae.
Fue descrita científicamente en 1811 por Latreille.